# Isaias Afwerki
Isaias Afwerki (Asmara, Imperio etíope, 2 de febrero de 1946) es un político eritreo, líder del Frente Popular por la Democracia y la Justicia, que ejerce como presidente de su país desde 1991 y elegido después el 24 de mayo de 1993 tras un referéndum en el que se aprobó por un 95% del electorado la nueva constitución.
Como Eritrea siempre ha tenido una ley obsoleta[cita requerida], y no ha celebrado elecciones, ni cuenta con una legislatura, ni un presupuesto publicado,[cita requerida] Isaías ha sido el único poder en el país, controlando su poder judicial y militar. Por lo tanto, los eruditos e historiadores lo han considerado durante mucho tiempo como un dictador, describieron su régimen como totalitario, mediante el servicio militar obligatorio. Las Naciones Unidas y Amnistía Internacional lo citaron por violaciones de derechos humanos.
En 2022, Reporteros Sin Fronteras clasificó a Eritrea, bajo el gobierno de Isaías, en el último lugar entre 180 países en su Índice de Libertad de Prensa. En 2023, Eritrea ocupó el puesto 174 entre 180 países.

## Biografía
En 1966 se incorporó al Frente para la Liberación de Eritrea (FLE) y viajó a la República Popular China donde ingresó en el Ejército para su formación. Más tarde cofundó el Frente Popular para la Liberación de Eritrea y fue nombrado secretario general en 1987. Tras la independencia de su país, se convirtió en el primer presidente y dirigió los enfrentamientos armados que se sucedieron después con Etiopía. Convirtió el FPLE en el Frente Popular por la Democracia y la Justicia (PFDJ) que funciona como partido único. No ha convocado elecciones libres desde su acceso a la presidencia.

### Como presidente de Eritrea
Aunque la separación de Etiopía fue amistosa, en 1994 rompió relaciones diplomáticas con los etíopes. La situación coincidió con el inicio de la financiación de la guerrilla sudanesa y la disputa por las islas Hanish, que le llevó a un enfrentamiento con Yemen. Mantuvo buenas relaciones con Estados Unidos al defender la segregación de Eritrea, pero la situación empeoró sucesivamente debido, por una parte, a que el país no había conseguido superar la economía de subsistencia, por otra a los enfrentamientos con los países vecinos y, por último lugar, a la guerra declarada con Etiopía durante dos años por territorios fronterizos estériles que finalizaron con una severa derrota militar de los eritreos a manos del ejército etíope en 2000, al ocupar estos el puerto de Asab, justo en el extremo más al sur del país.
Tras firmar la paz con los etíopes y llegar a un acuerdo con Sudán, el gobierno de Afewerki se ha mantenido bajo las críticas por la grave situación económica y social del país, descritas por el embajador estadounidense en 2010, Ronald McMullen, al señalar al Departamento de Estado que «los jóvenes eritreos huyen de su país en masa, la economía parece estar en una espiral de muerte, las cárceles de Eritrea están desbordadas ...»; las sucesivas hambrunas en el país (la última en 2011), la falta de libertades democráticas y la represión de las libertades públicas que, según Amnistía Internacional, han llevado a prisión a 10 000 eritreos. Según un informe de Reporteros sin Fronteras, habría pronunciado la frase:

Aquellos que piensan que habrá democracia en este país, pueden pensarlo en otro mundo.
Isaías Afeworki

#### Firma de paz con Etiopía
El 9 de julio de 2018, el presidente de Eritrea, Isaias Afwerki, y el primer ministro etíope, Abiy Ahmed Ali, declararon el fin del estado de guerra entre sus dos países y la normalización de sus relaciones. El acercamiento diplomático mejoró progresivamente, el 16 de julio viaja a la capital etíope de Addis Abeba para una visita diplomática y anuncia la reapertura de la embajada de Etiopía en Eritrea. El 19 de julio, Ahmed nombra al primer embajador etíope en Eritrea en veinte años, Redwan Hussein. 
El 11 de septiembre de 2018, con motivo del Año Nuevo etíope, el primer ministro de Etiopía, Abiy Ahmed, y el presidente de Eritrea, Isaías Afewerki, reabrieron la frontera entre Eritrea y Etiopía, que se había cerrado desde 1998. Los dos cruces fronterizos correspondían a: las ciudades de Bure, Etiopía y Debay Sima, Eritrea, y al noroeste entre Zalambessa (Etiopía) y Serha (Eritrea).
Esto fue ampliamente reconocido por numerosos líderes mundiales y el gobierno de los Emiratos Árabes Unidos otorgó a Isaias Afwerki la Orden de Zayed (Primera Clase) en reconocimiento a sus esfuerzos para poner fin al conflicto. Como parte de los lazos más estrechos entre los dos países, las agencias de inteligencia de Etiopía y Eritrea comenzaron una estrecha cooperación después de julio de 2018, lo que preocupó a los refugiados eritreos en Addis Abeba, algunos de los cuales fueron detenidos temporalmente durante tres semanas durante la guerra de Tigray, absueltos por los tribunales etíopes. y solo liberados dos semanas después de su absolución.

#### Guerra de Tigray
Durante la Guerra de Tigray, que comenzó el 4 de noviembre de 2020 con un ataque preventivo contra el centro del Comando Norte de la Fuerza de Defensa Nacional de Etiopía (ENDF) por parte de las fuerzas afiliadas al TPLF, hubo una estrecha cooperación ampliamente reconocida entre la ENDF y las Fuerzas de Defensa de Eritrea (EDF). La guerra comenzó después de que el TPLF, el partido gobernante de Tigray, atacara los campamentos de la ENDF en Tigray y los empujara a Eritrea. Las fuerzas de Eritrea se unieron a la ENDF y, supuestamente, con la ayuda de drones armados de los Emiratos Árabes Unidos, contraatacaron a las fuerzas del TPLF. Hubo presuntos saqueos en la región de Tigray, incluidos saqueos sistemáticos a gran escala en Aksum tras la masacre realizada en dicha ciudad a fines de noviembre de 2020.
Después de varias semanas de que el gobierno etíope negara la presencia de tropas eritreas en Etiopía, el primer ministro etíope admitió la presencia de tropas eritreas en Etiopía y acordó retirarlas. Bajo presión internacional, el 26 de marzo de 2021, tras una reunión entre el primer ministro etíope Abiy Ahmed e Isaias, se anunció que las tropas eritreas se retirarían de la región de Tigray. Al 30 de junio de 2021, las fuerzas de Eritrea aún no se habían retirado de Tigray.

## Críticas
En junio de 2015, un panel de las Naciones Unidas acusó a Isaias de liderar un gobierno totalitario responsable de violaciones sistemáticas de los derechos humanos en Eritrea que pueden constituir crímenes de lesa humanidad. Amnistía Internacional cree que el gobierno del presidente Isaias Afwerki ha encarcelado al menos a 10.000 presos políticos. Amnistía también afirma que la tortura —para castigar, interrogar y coaccionar— está muy extendida.
El gobierno de Eritrea niega las acusaciones y, a su vez, acusa a Amnistía Internacional de apoyar una agenda política de "cambio de régimen".
Aunque Isaias criticó a otros líderes durante la cumbre de la Unión Africana en El Cairo en 1993 por permanecer en el poder demasiado tiempo rechazando además el culto a la personalidad, su ex camarada Andebrhan Welde Giorgis refirió en relación con Isaías: "habiendo personalizado el poder, ha abusado de él al máximo"